# Roslyn Pesman-Cooper
Roslyn Louise (Ros) Pesman-Cooper AM (Sydney, 24 juni 1938) is een Australisch hoogleraar en publiciste.

## Leven en werk
Pesman-Cooper werd in 1938 in Australië geboren als dochter van Robert Hewitson Cooper en Dulcie May Butler. Zij is getrouwd met de econoom Albert Hendrik Pesman.
Prof. PhD. BA. Pesman-Cooper begon haar carrière als wetenschappelijk onderzoekster naar de geschiedenis van Italiaanse migranten naar Australië. Zij bekleedde diverse functies bij de Universiteit van Sydney. Ze was onder meer hoogleraar, hoofd van de faculteit geschiedenis en voorzitster van de academische raad. In 1994 werd ze aangesteld als waarnemend directeur van het Sydney Conservatorium of Music. Pesman-Cooper is voorzitter van de Australian Historical Association.
Pesman-Cooper publiceerde meerdere boeken en artikelen. De publicatie From paesani to global Italians. Veneto migrants in Australia die zij samen met Loretta Baldassar schreef was genomineerd voor The Community and Regional History Prize, een van de New South Wales Premier's History Awards, in 2006.
Op 27 januari 2012 werd zij benoemd tot lid in de Orde van Australië voor haar inzet voor het wetenschappelijke onderwijs en de publieke zaak.

## Publicaties (selectie)
- (1996). Duty free. Australian women abroad. Oxford: Oxford University Press.
- (1996). The Oxford book of Australian travel writing (met Walker, D. & White, R.). Oxford: Oxford University Press.
- (2002). Pier Soderini and the Ruling Class in Renaissance Florence. Frankfurt: Keip Verlag.
- (2006). From paesani to global Italians. Veneto migrants in Australia (met Baldassar, L.). Perth: UWA Publishing.